# Třemošnice (Ostředek)
Třemošnice (Duits: Tremoschnitz of Tremoschnitz bei Ostredeck) is een Tsjechische plaats in de gemeente Ostředek, regio Midden-Bohemen, en maakt deel uit van het district Benešov. Het dorp ligt op 3,5 kilometer afstand van Ostředek.
Třemošnice telt 73 inwoners (2021).

## Geografie
Langs de zuidkant van het dorp stroomt de Křešickýbeek (Duits: Kreschitzer Bach), die stroomopwaarts uitmondt in de rivier de Sázava.

## Geschiedenis
De eerste schriftelijke vermelding van het dorp dateert van 1397.
Sinds 1960 is Třemošnice volledig ondergebracht bij het district Benešov.

## Verkeer en vervoer

### Autowegen
Er leidt een regionale weg naar het dorp, evenals snelweg D1.

### Spoorlijnen
Er is geen station in Třemošnice. Het dichtstbijzijnde station is in Chocerady, op zo'n 13,5 kilometer afstand. Dat station ligt aan spoorlijn 212 Čerčany - Sázava - Zruč nad Sázavou - Světlá nad Sázavou. De lijn is enkelsporig en werd in 1901 geopend.

### Buslijnen
Er is één bushalte in Třemošnice:
| Halte                | Lijn(en) | Traject(en)       | Vervoerder(s) |
| -------------------- | -------- | ----------------- | ------------- |
| Ostředek, Třemošnice | 793      | Ostředek - Vlašim | CŠAD Benešov  |

## Bezienswaardigheden
- Dorpskapel

## Galerij

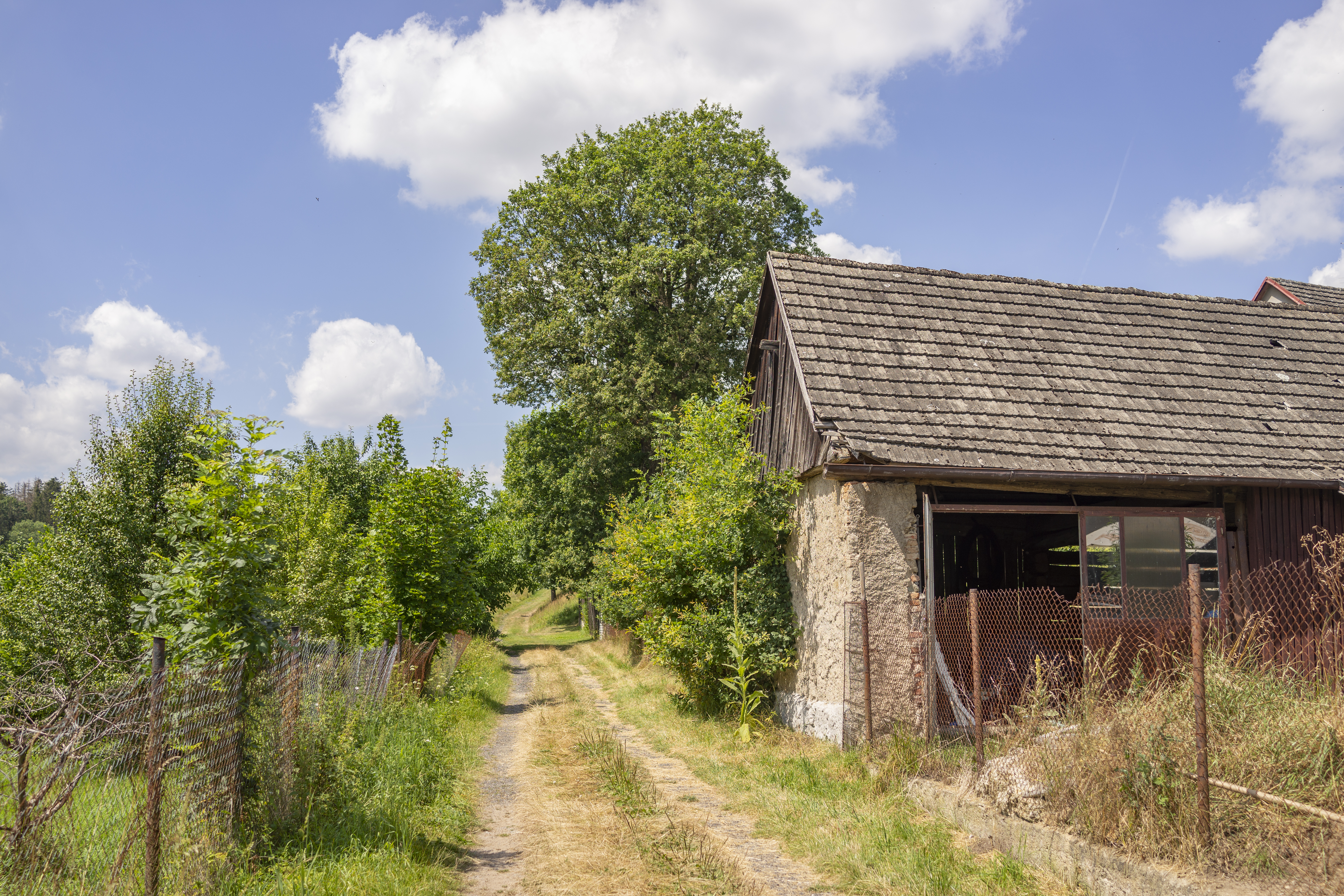
Boerderij in het dorp (2020)
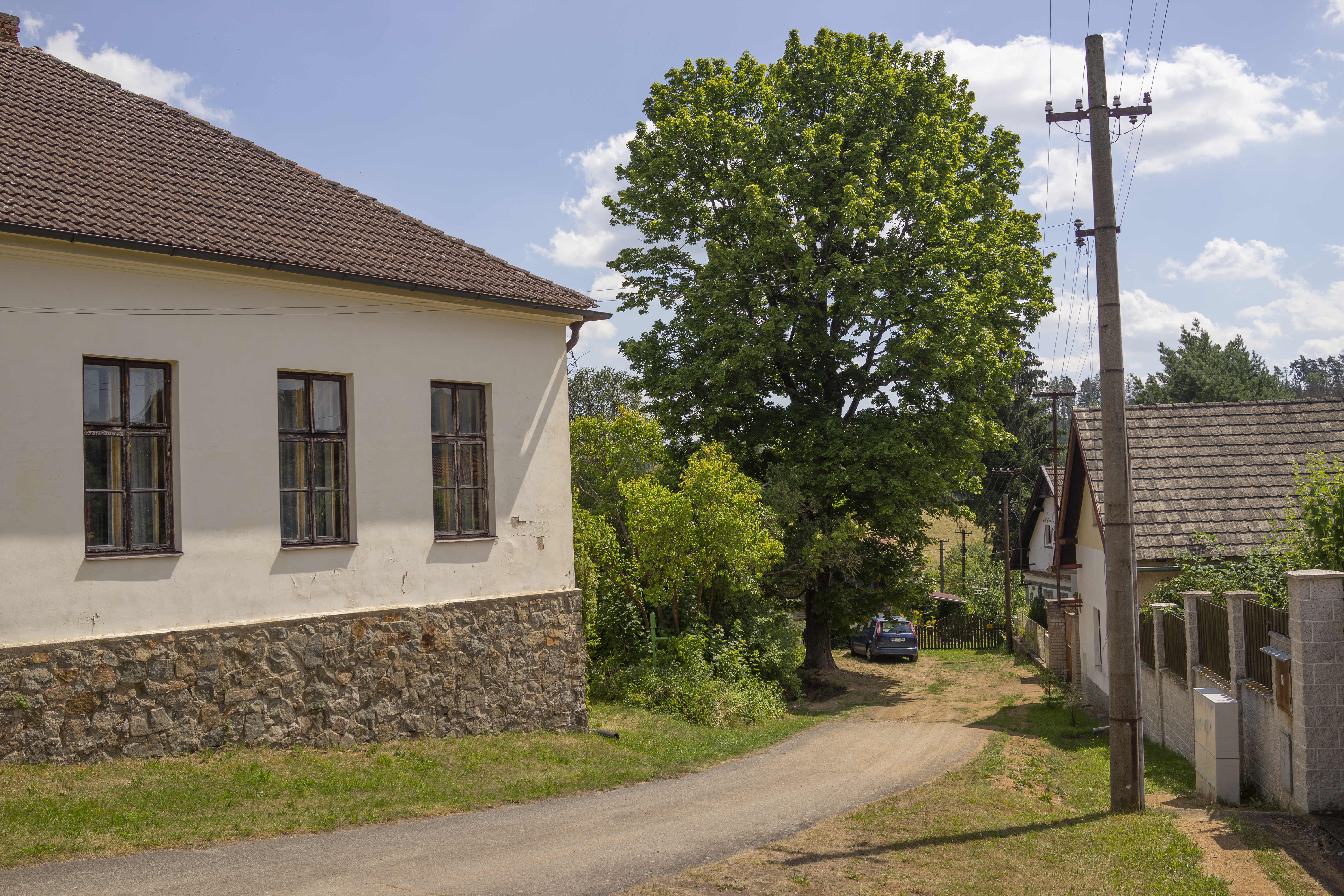
Straat in het dorp (2020)
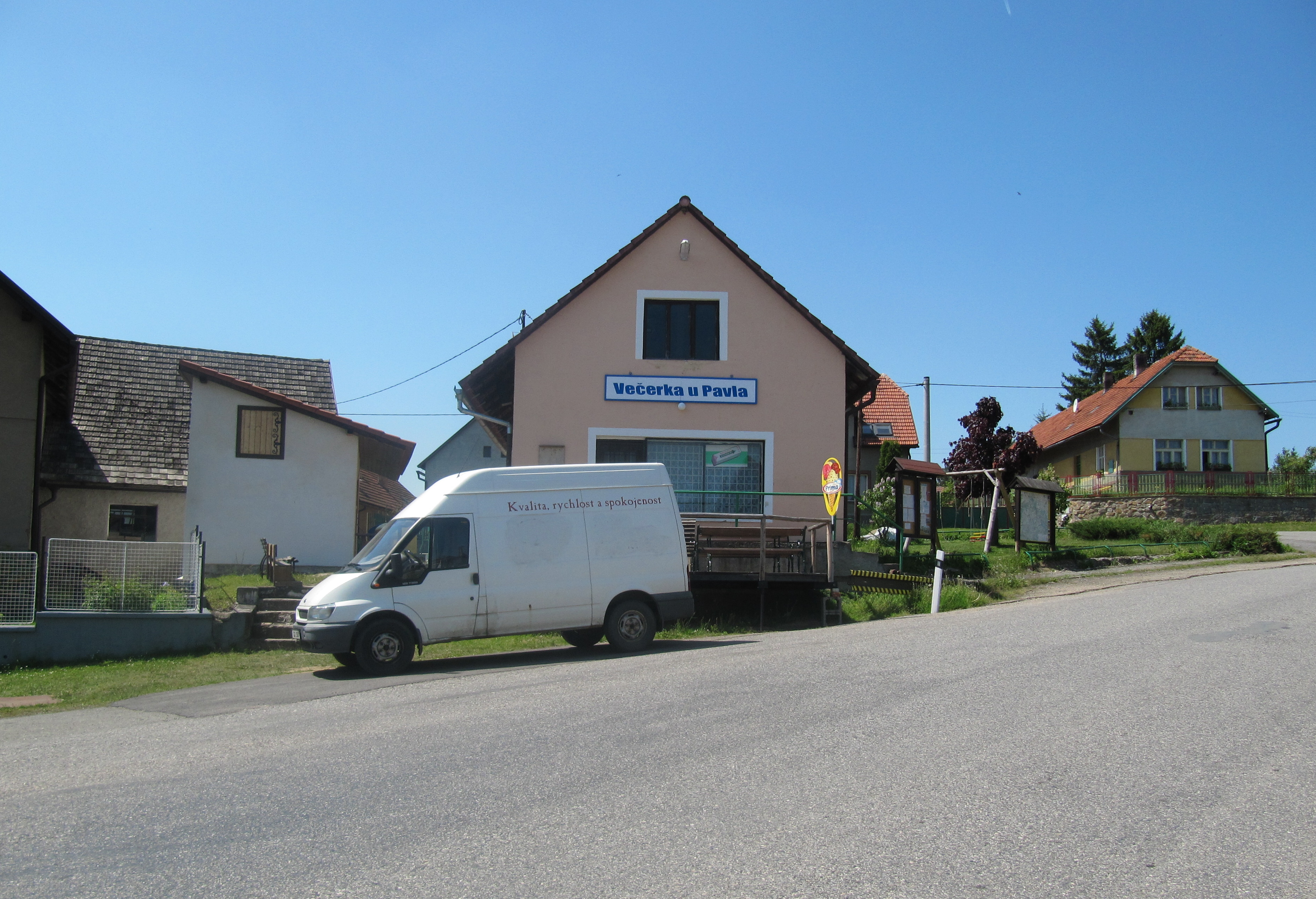
Dorpswinkel (2012)
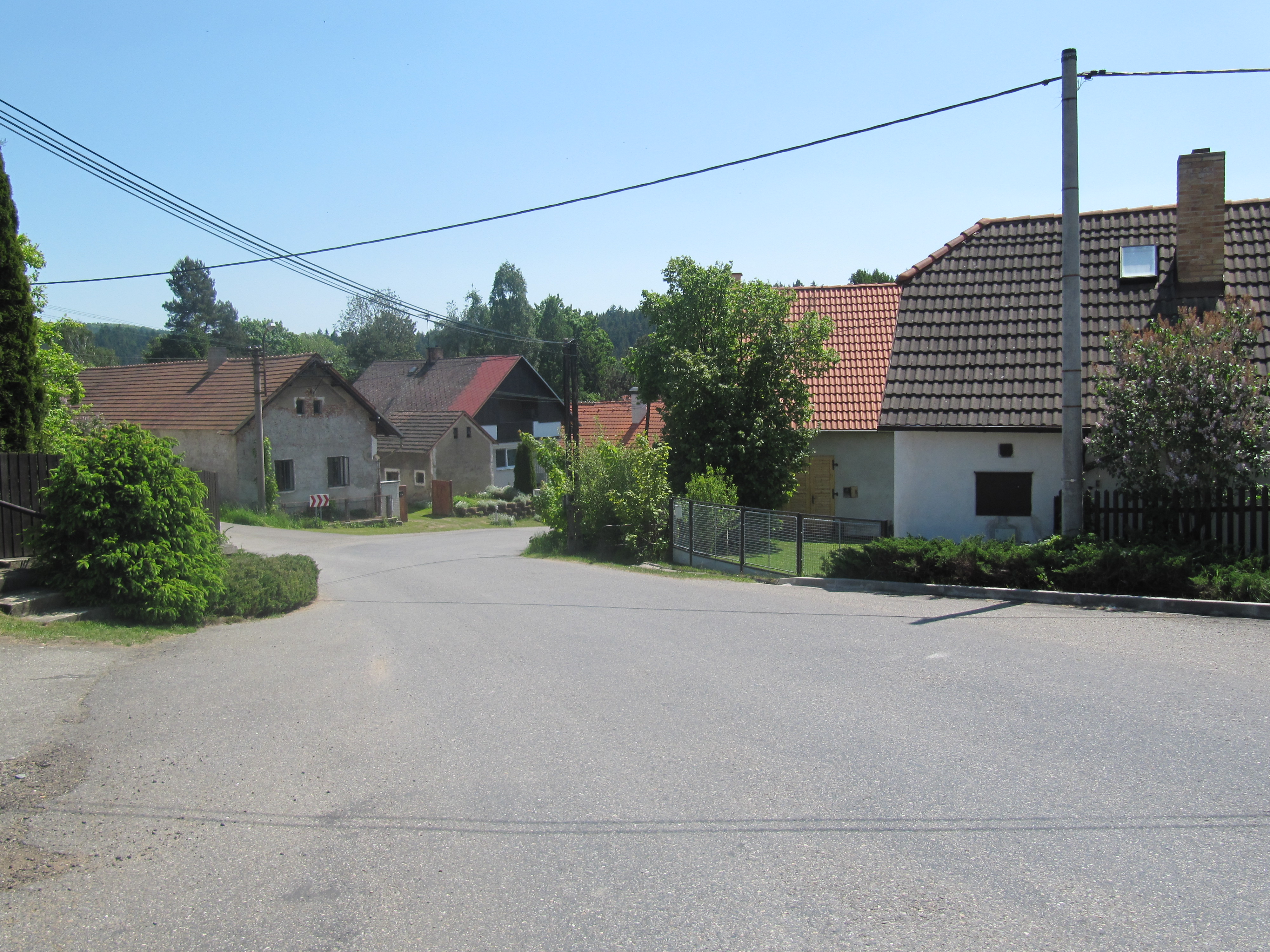
Huizen in het dorp (2012)
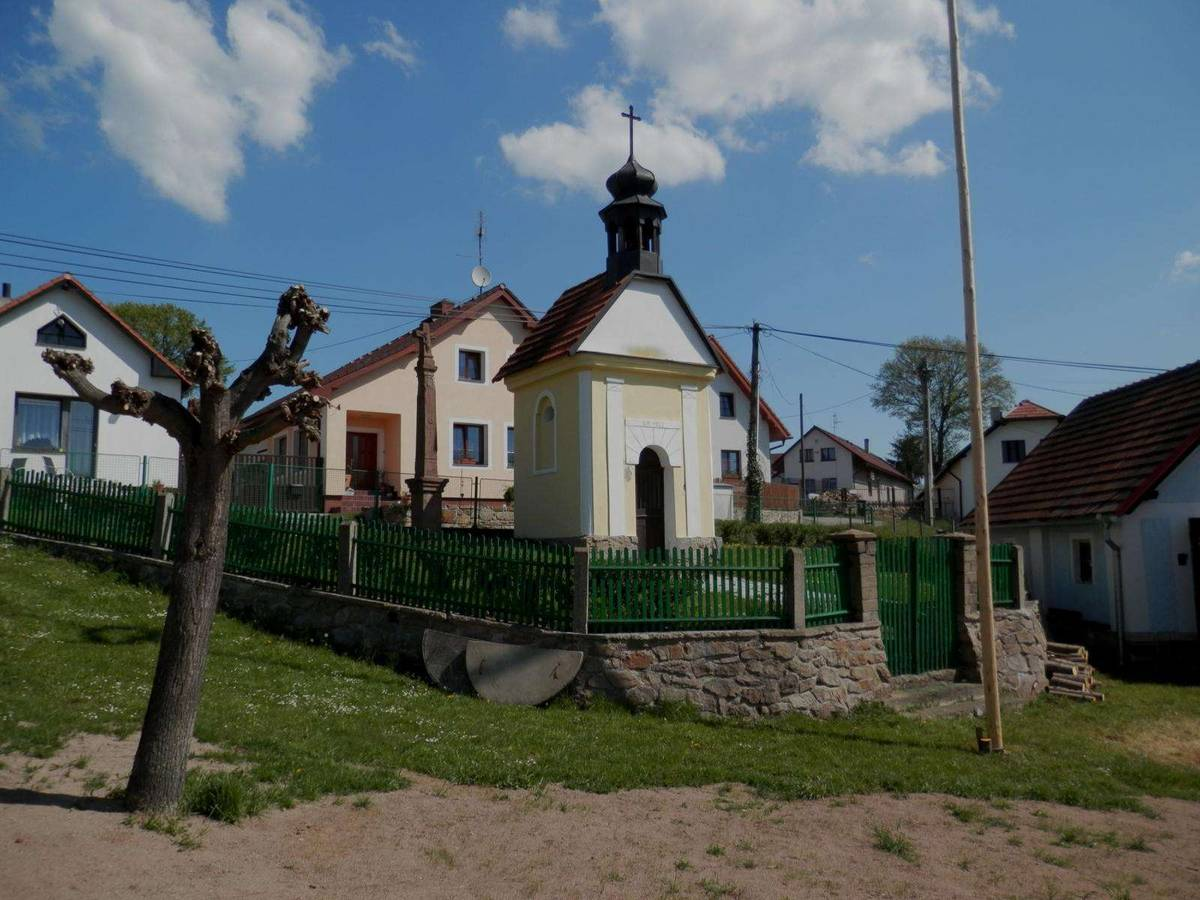
Dorpskapel (2021)